# 訃報 1999年10月
訃報 1999年10月（ふほう 1999ねん10がつ）では、1999年（平成11年）10月中に物故した、又は物故が報じられた人物についてまとめる。

## （1日 - 15日）

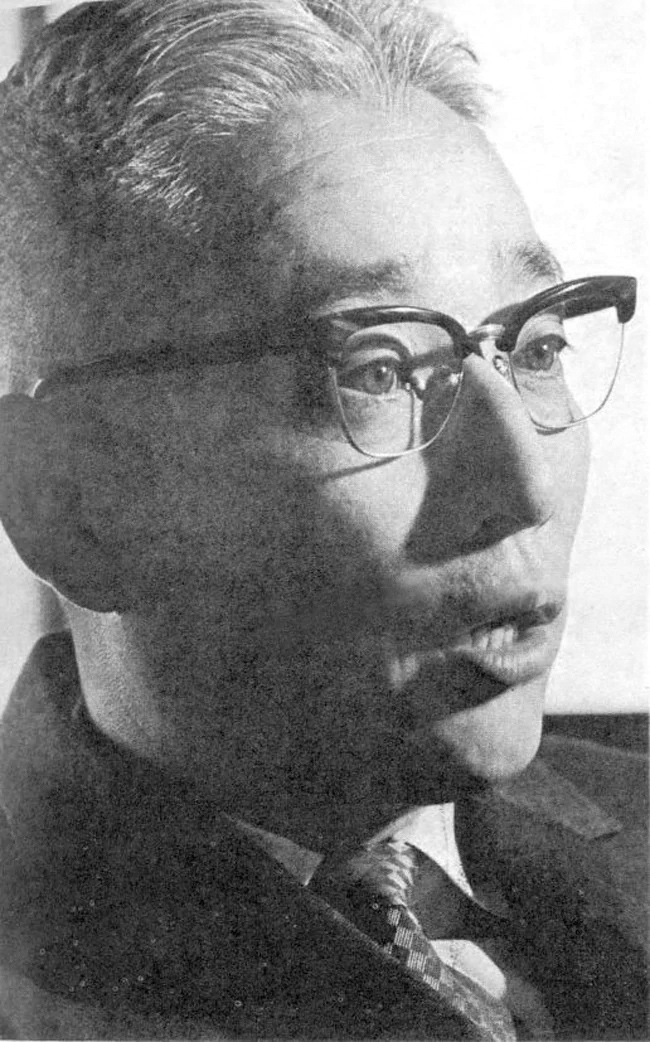
盛田昭夫／10月3日没

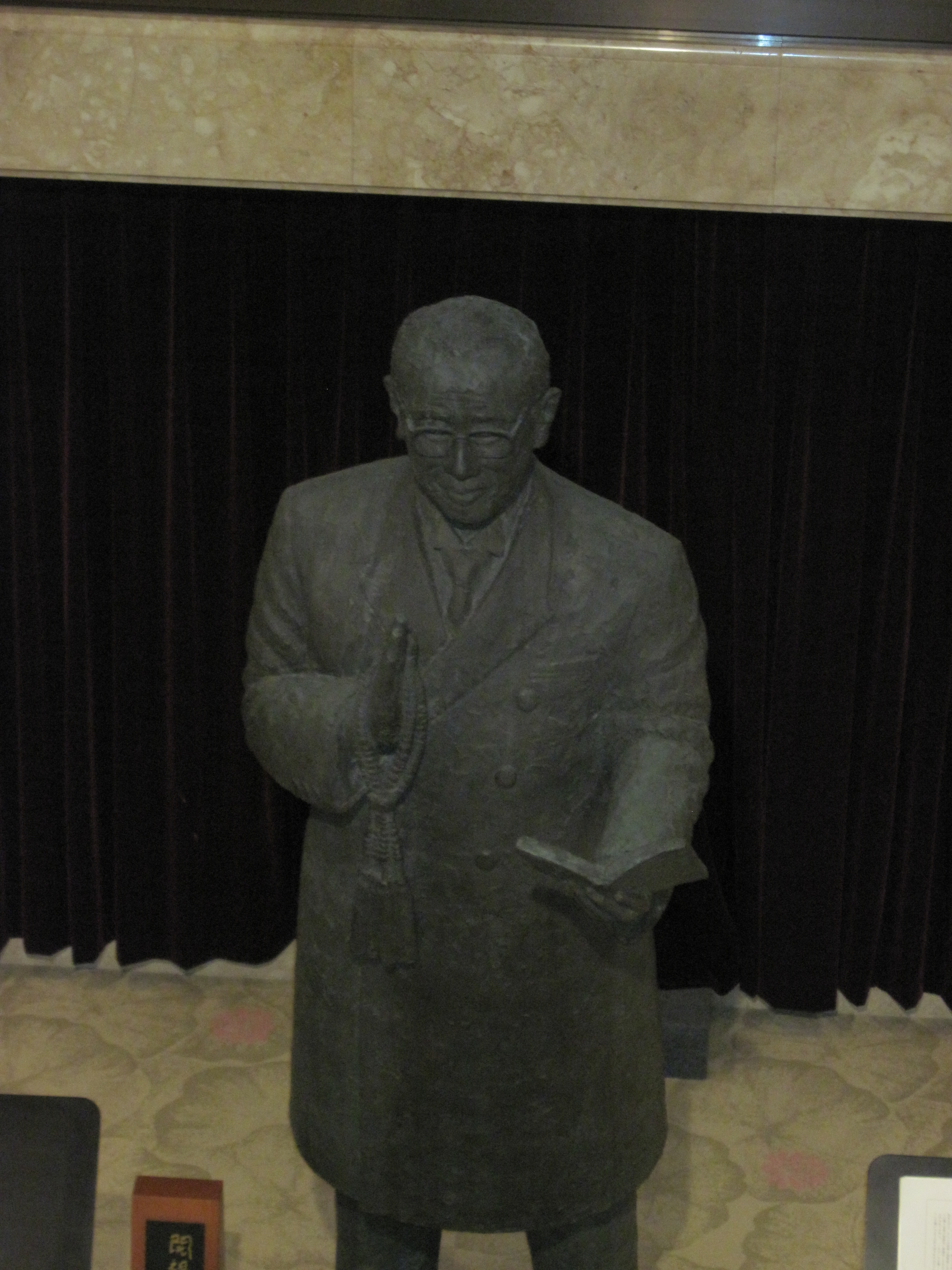
庭野日敬／10月4日没

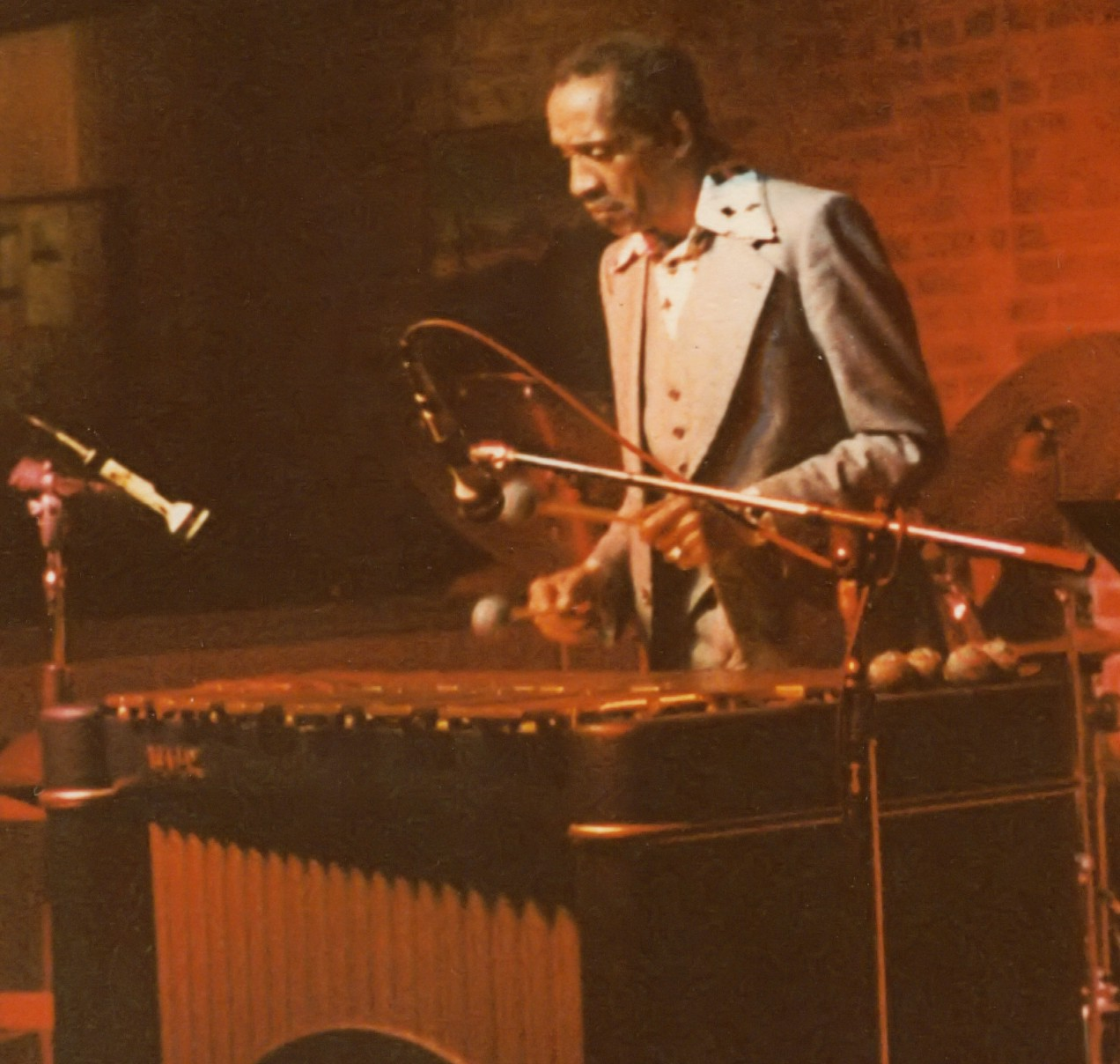
ミルト・ジャクソン／10月9日没

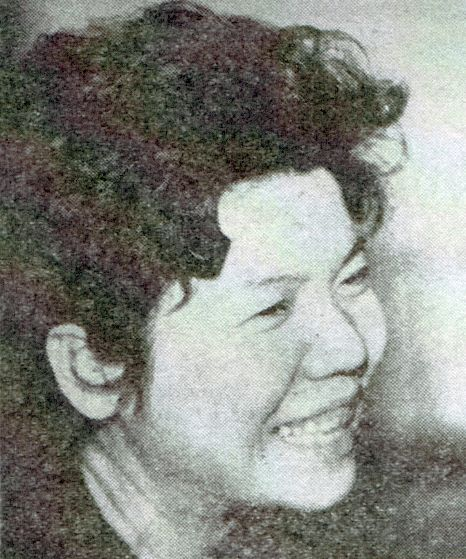
三浦綾子／10月12日没

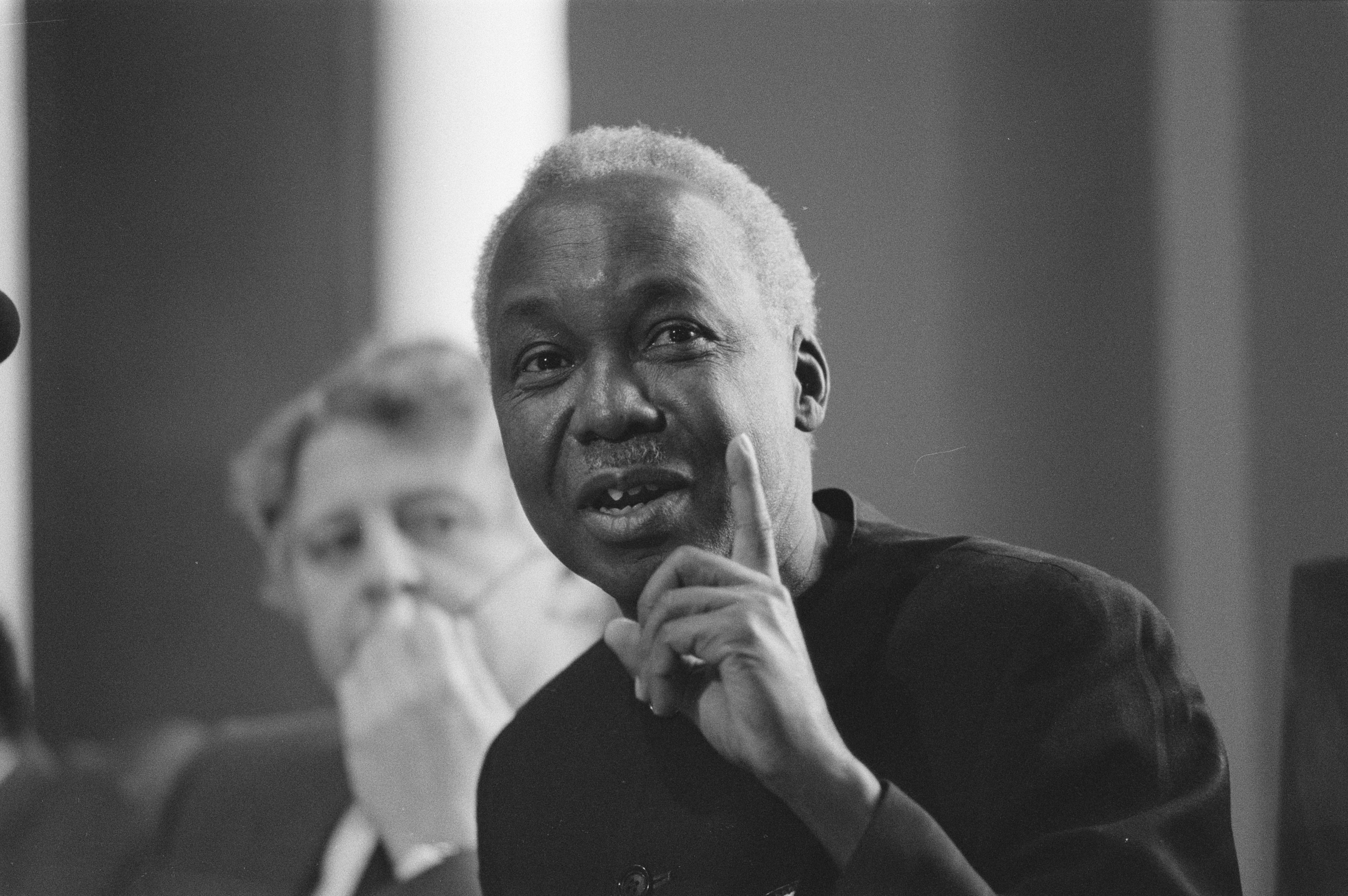
ジュリウス・ニエレレ／10月14日没

- 10月2日 - 香山彬子、児童文学作家（* 1926年）
- 10月3日 - 盛田昭夫、技術者・実業家・ソニー創業者（* 1921年）
- 10月3日 - 佐賀ノ海輝一、元プロ野球選手【近鉄バファローズ所属】、元大相撲力士（* 1945年）
- 10月4日 - 庭野日敬、宗教家（* 1906年）
- 10月4日 - 鈴木省吾、政治家、元法務大臣（* 1911年）
- 10月4日 - ベルナール・ビュフェ、画家（* 1928年）
- 10月5日 - 酒井美意子、評論家（* 1926年）
- 10月7日 - デリク・ガイラー、俳優（* 1914年）
- 10月7日 - 板東里視、元プロ野球選手【近鉄バファローズ所属】（* 1942年）
- 10月9日 - 嘉手苅林昌、歌手（* 1920年）
- 10月9日 - ミルト・ジャクソン、ジャズ・ヴィブラフォン奏者、「モダン・ジャズ・カルテット」メンバー（* 1923年）
- 10月11日 - レオ・レオニ、児童文学作家・絵本作家（* 1910年）
- 10月11日 - 阿部勉、民族主義者（* 1946年）
- 10月12日 - 三浦綾子、小説家（* 1922年）
- 10月14日 - ジュリウス・ニエレレ、タンザニアの大統領（* 1922年）

## （16日 - 31日）

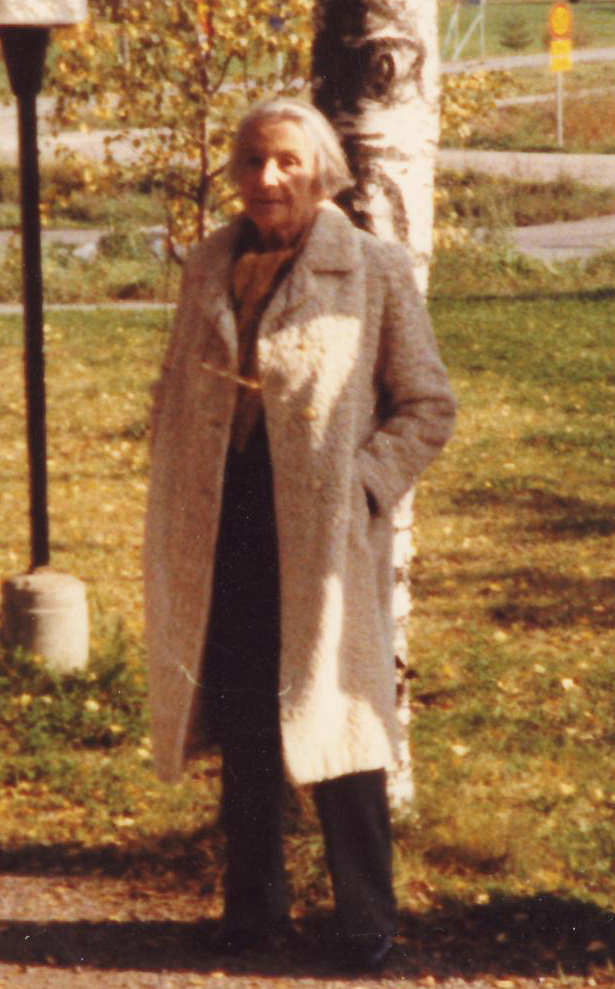
ナタリー・サロート／10月19日没

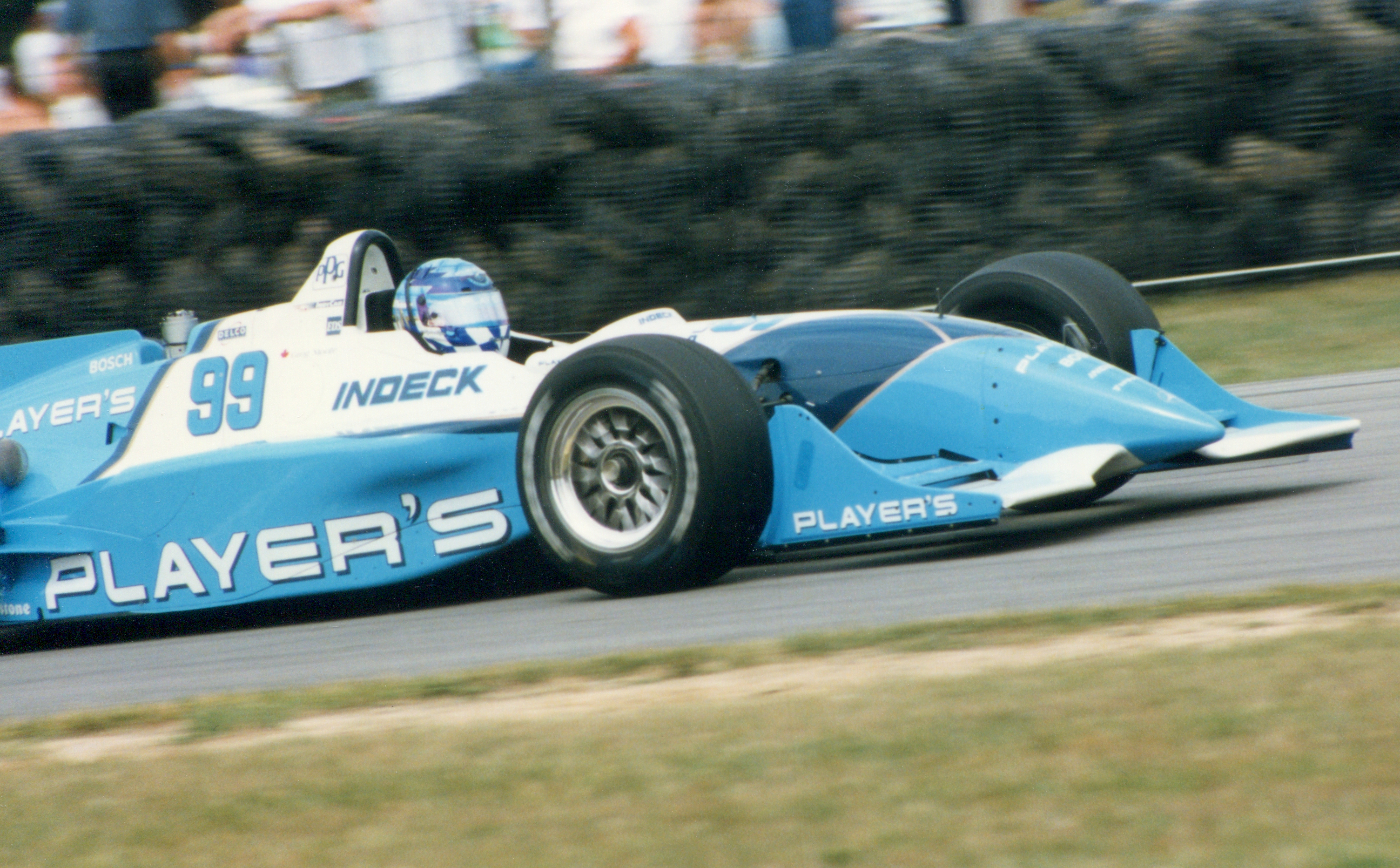
グレッグ・ムーア／10月31日没

- 10月17日 - 和田春生、労働運動家・政治家（* 1919年）
- 10月19日 - ナタリー・サロート、小説家・劇作家（* 1900年）
- 10月20日 - 三谷秀治、政治家（* 1915年）
- 10月21日 - 西野辰吉、作家（* 1916年）
- 10月25日 - 鷹山宇一、洋画家（* 1908年）
- 10月25日 - ペイン・スチュワート、プロゴルファー（* 1957年）
- 10月27日 - 吉沢京夫、演出家、俳優（* 1929年）
- 10月31日 - グレッグ・ムーア、レーシングドライバー（* 1975年）